# Els secrets extraordinaris d'April, May i June
Els secrets extraordinaris d'April, May i June és la segona novel·la de Robin Benway, després de l'èxit mundial aconseguit amb el seu primer llibre Audrey, wait!, traduït a més de 15 idiomes. A Espanya ha estat editada en català i castellà per Editorial La Galera.
Es tracta d'una obra molt ben escrita, divertida, romàntica i màgica, tot i que amb personatges i situacions molt realistes i quotidianes. La relació entre les tres germanes és reeixida, a través de diàlegs àgils i divertidíssims. Cada capítol està explicat per una de les protagonistes, fet que enriqueix els punts de vista de la novel·la, dotant-la de ritme. A més a més, la història té com a referència la relació entre germanes i els problemes de canvi i adaptació durant l'adolescència.

## Argument
En canviar de ciutat després de la separació dels seus pares, les germanes April, May i June recuperen els poders que havien tingut durant la seva infantesa. L'April, la més gran, pot veure el futur. La May, la mitjana, desaparèixer a voluntat. I la June, la més jove, llegir el pensament. Aquests poders els resultaran molt pràctics per a sobreviure a l'amenaça més gran de les seves vides: l'institut. Fins que l'April té una visió: un horrible accident en el qual es veu implicada una de les germanes... i el xicot d'una altra. Com és possible, això? I és inevitable que la visió es faci realitat? De sobte el món d'April, la May i la June es torna molt més seriós...